# Jean-Baptiste Sonyer Dulac
Jean-Baptiste Sonyer du Lac (parfois appelé Sonyer Dulac ou Saunier du Lac) né à Saint-Didier-en-Velay le 17 mai 1728 et mort à Saint-Étienne le 2 août 1792, est un magistrat, jurisconsulte et érudit français auteur de nombreux écrits sur le droit et l'histoire du Forez.

## Biographie
Jean-Baptiste Sonyer du Lac, né à Saint-Didier-en-Velay le 17 mai 1728 et mort le 2 août 1792 à Saint-Étienne est issu d'une famille de médecins et juristes originaires du Velay,.
Son père était Jean-François Sonyer du Lac, docteur en médecine de la ville de Saint-Didier-en-Velay, province de Languedoc. Le nom de Dulac porté par la famille provient d'un petit fief ainsi nommé près de Saint-Ferréol-d'Auroure.
Il exerce dès 1752 les fonctions de conseiller et premier avocat du roi au bailliage, domaine et sénéchaussée de Montbrison.
Ses écrits se rapportent essentiellement à sa carrière de jurisconsulte spécialiste des lois des pays de droit écrit et des droits seigneuriaux. Il publie également plusieurs écrits relatifs à l'histoire, à la biographie des « hommes illustres » et aux coutumes du Forez.
Entre 1763 et 1782, il acquiert lui-même six rentes nobles dans le Forez. Ses armes sont d'argent à un arbre de sinople accompagné de trois trèfles du même supportés par deux lions. Les ex-libris de sa famille sont parmi les plus remarquables du Forez et du Velay
Au cours de sa carrière de magistrat sous l'Ancien Régime, plusieurs de ses ouvrages furent réédités.
En mars 1790, il est battu par Antoine Neyron au second tour de la première élection municipale organisée à Saint-Étienne, son éligibilité ayant été contestée par certains électeurs en raison de sa qualité de magistrat. Il est toutefois reconduit dans ses fonctions de magistrat lors de son élection en tant que juge du tribunal de district de Saint-Étienne en octobre 1790.
Accablé d'infirmités à la fin de sa vie, il mourut avant d'être témoin des excès de la Révolution.
Deux de ses frères furent également impliqués dans la vie publique à Saint-Étienne : Pierre-Raphaël Sonyer du Lac de Bercary, archiprêtre de l'église paroissiale de Saint-Étienne et prieur de Saint-Pal de Mons qui joua un rôle important pendant la Révolution en tant que prêtre constitutionnel puis maire de Saint-Didier-en-Velay, ainsi que Denis-Augustin Sonyer du Lac, médecin à l'hôpital de Saint-Étienne auteur de plusieurs traités médicaux et chirurgicaux. 
Son fils Hector écrivit et publia des ouvrages statistiques et historiques sur le département de la Loire et de la Haute-Loire sous le nom d'Hector du Lac de la Tour d'Aurec et s'intéressa particulièrement à l'ethnographie et aux croyances des Gaulois,,.
L'édition en 1859 par d'Assier de Valenches de son manuscrit sur les Fiefs du Forez donné à la Bibliothèque du Palais des Arts de Lyon par son fils Hector Sonyer du Lac fut particulièrement appréciée par les bibliophiles et historiens du Forez, puisqu'il constitue un témoignage unique des droits seigneuriaux du Forez dont les sources ont été dispersées ou détruites sous la Révolution,.

## Œuvres
- Observations sur l'état ancien et actuel des tribunaux du Forez, sur les grands hommes de ce pays et sur plusieurs questions, concernant les censives et droits seigneuriaux, tirées des Mémoires et Consultations de Monsieur Sonyer du Lac, Conseiller et premier Avocat du Roi au Bailliage, Domaine et Sénéchaussées de Forez séans à MontBrison, Paris, Imprimerie de la Société typographique, avec permission,1781. In 8°, 320 pp.[19]
- Questions de droit en rapport avec la jurisprudence des pays de droit écrit (manuscrit)[20]
- Rapports des coutumes du Forez avec le droit romain et arrêts qui les concernent[3]
- Rapports des poids, mesures et monnaies usités dans les anciens terriers, avec les mesures, poids et monnaies royaux[3]
- Mémoire sur les Convulsionnaires, écrit pour enrayer les progrès de ceux-ci en Forez[3]
- Histoire des grands hommes qu'a produits le Forez[3]
- Dictionnaire des questions en rapport avec la jurisprudence des pays de droit écrit[3]
- Procédure criminelle, imaginée par le sieur DULAC, avocat du Roi. Première plainte. A Messieurs les Officiers de la Sénéchaussée de Forez, exerçant le Semestre à Saint-Étienne, in 4°, 29 pp.[5]
- Recherches sur les fiefs de la province de Forez, ouvrage nécessaire pour la conservation et exercice de la juridiction domaniale, utile aux seigneurs, vassaux et emphitéotes avec l'énumération de tous les fiefs, hommages au Roi, à cause de son comté de Forez, rangés par ordre alphabétique (manuscrit de 319 feuillets avec couverture en parchemin conservé à la bibliothèque de l'Académie de Lyon)[21]
- Mémoires, édits, lettres-patentes concernant la sénéchaussée exercée par semestre à Saint-Etienne; arrêt obtenu par M. de Moras, seigneur de Saint-Priest et Saint-Etienne, en 1766 ; recueillis et mis en ordre par M. Saulnier Dulac[22]
- Consultation pour noble Denis-Aug. Sonyer Dulac, seigneur de la Tour des Sauvages, Marnas, Pralong et autres lieux. Lyon, Imprimerie des Associés. 1773, en 2 parties[23]
- Mémoire pour M. Sonyer Dulac, Conseiller et Avocat du Roi honoraire aux Sièges du Forez ; contre M. le Marquis d'Osmond, se disant concessionnaire des mines de charbon de terre du Forez (Signé : « Sonyer du Lac »). Montbrison, Imprimerie de Matthieu Magnein. S. d. In-4° ; 16 pp.[22]
- Lettre d'un notaire du pays de Velay à M. Dominique Garde-de-Fauchers.in 4°, 7 pp.[24]
- Oraison funèbre de Louis XV (1774)[25]